# Disco Mix Club
Disco Mix Club (DMC) is een wereldwijd bekende naam onder professionele en amateur-dj's, en vooral onder diskjockeys die zich bezighouden met het genre turntablism. Wat begon in 1986 – en tot op de dag van vandaag terugkomt in de vorm van een jaarlijkse wedstrijd – is uitgegroeid tot het populairste doel van diskjockeys die al ervaring hebben met dj-kampioenschappen. DMC heeft ook diverse sublabels waaronder compilaties worden uitgebracht. Een bekende compilatiereeks is Back to Mine, die in 1999 van start gaat. Hierop stellen bekende dj's en danceacts in alle vrijheid een eigen compilatie samen. 
DMC heeft ook een remix service. Platenmaatschappijen kunnen hun singles door DMC van remixen laten voorzien om zo interessant te worden voor dansgelegenheden. Hiervoor werkt DMC samen met een groep remixers. Uit Nederland hebben Ben Liebrand, Peter Slaghuis en Rutger Kroese remixes gemaakt voor DMC.

## Winnaars per jaar
- 1986 – DJ Cheese
- 1987 – Chad Jackson
- 1988 – DJ Cash Money
- 1989 – Cutmaster Swift
- 1990 – DJ David
- 1991 – DJ David
- 1992 – Rocksteady DJ's
- 1993/1994 – Dreamteam
- 1995 – Roc Raida
- 1996 – DJ Noize
- 1997 – DJ A-Trak
- 1998 – DJ Craze
- 1999 – DJ Craze
- 2000 – DJ Craze
- 2001 – Plus One
- 2002 – Kentaro
- 2003 – Dopey
- 2004 – I-Emerge
- 2005 – I-Emerge
- 2006 – Netik
- 2007 – DJ Rafik
- 2008 – DJ Fly
- 2009 – DJ Shiftee
- 2010 – DJ LigOne
- 2011 – DJ Vajra
- 2012 – DJ Izoh
- 2013 – DJ Fly
- 2016 – DJ YUTO